# Liste der Olympiasieger im Schießen/Medaillengewinner Mixed
Diese Liste ist Teil der Liste der Olympiasieger im Schießen. Sie führt sämtliche Medaillengewinnerinnen und -gewinner in den gemischten Schieß-Wettbewerben bei Olympischen Sommerspielen auf. In den Feldern wird zuerst die jeweils beteiligte Frau genannt, anschließend der Mann.

## Heutige Wettbewerbe

### 10 m Luftgewehr
| Olympia | Gold                           | Silber                                          | Bronze                                 |
| ------- | ------------------------------ | ----------------------------------------------- | -------------------------------------- |
| 2020    | China Yang Qian Yang Haoran    | Vereinigte Staaten Mary Tucker Lucas Kozeniesky | ROC Julija Karimowa Sergei Kamenski    |
| 2024    | China Huang Yuting Sheng Lihao | Südkorea Keum Ji-hyeon Park Ha-jun              | Kasachstan Alexandra Le Islam Sätbajew |

### 10 m Luftpistole
| Olympia | Gold                                | Silber                                          | Bronze                                    |
| ------- | ----------------------------------- | ----------------------------------------------- | ----------------------------------------- |
| 2020    | China Jiang Ranxin Pang Wei         | ROC Witalina Bazaraschkina Artjom Tschernoussow | Ukraine Olena Kostewytsch Oleh Omeltschuk |
| 2024    | Serbien Zorana Arunović Damir Mikec | Türkei Şevval İlayda Tarhan Yusuf Dikeç         | Indien Manu Bhaker Sarabjot Singh         |

### Skeet
| Olympia | Gold                                   | Silber                                          | Bronze                         |
| ------- | -------------------------------------- | ----------------------------------------------- | ------------------------------ |
| 2024    | Italien Diana Bacosi Gabriele Rossetti | Vereinigte Staaten Austen Smith Vincent Hancock | China Jiang Yiting Lyu Jianlin |

## Nicht mehr ausgetragene Wettbewerbe

### Trap
| Olympia | Gold                                    | Silber                                         | Bronze                                           |
| ------- | --------------------------------------- | ---------------------------------------------- | ------------------------------------------------ |
| 2020    | Spanien Fátima Gálvez Alberto Fernández | San Marino Alessandra Perilli Gian Marco Berti | Vereinigte Staaten Madelynn Bernau Brian Burrows |